# Chrie
 (février 2015).
Si vous disposez d'ouvrages ou d'articles de référence ou si vous connaissez des sites web de qualité traitant du thème abordé ici, merci de compléter l'article en donnant les références utiles à sa vérifiabilité et en les liant à la section « Notes et références ».
La chrie (grec : χρεία qui signifie « usage, emploi, matière à discussion, objet que l'on traite, maxime, sentence ») était, dans l'Antiquité et sous l'Empire byzantin, un type d'anecdote servant à l'un des exercices préparatoires (progymnasmata) enseigné dans les écoles de rhétorique et appelé du même nom, l'élève ayant pour tâche d'expliquer et de commenter la chrie qui lui était proposée.

## Définition
Une chrie est une brève anecdote pratique (χρεία signifie « usage ») qui rapporte une parole ou une action, brève et significative, attribuée à un personnage célèbre 
. La chrie, qui est une forme littéraire mais non un « genre » littéraire, constitue la plus courte des narrations ; elle tient souvent en une phrase, mais diffère de la maxime en ce qu'elle est attribuée à un personnage historique. Elle repose généralement sur des modèles comme « En voyant [untel] » (ἰδών ou cum vidisset) ou « Comme on lui avait demandé [telle ou telle chose] » (ἐρωτηθείς ou interrogatus), suivi de « il répondit... » (ἔφη ou dixit). Comme forme littéraire, la chrie était l'objet de collections ; des lettrés tels que Plutarque ou Sénèque constituèrent leurs propres recueils de chries. 

## La chrie philosophique
La chrie la plus communément répandue dans les textes antiques, a un caractère illustratif : 

« Voici, quelques exemples, tirés de Diogène Laërce à propos de Diogène de Sinope, dit le Cynique. À ceux qui lui reprochent son exil, Diogène le cynique réplique : « C'est grâce à cet exil que je me suis mis à philosopher ! »,. 
Quand, une autre fois, quelqu'un lui dit : « Ce n'est pas pour rien que les gens de Sinope t'ont condamné à l'exil… », il rétorque : « Eh bien moi, je les ai assignés à résidence ! ». Au fils d'une prostituée qui jette des pierres sur la foule rassemblée sur une place, il conseille : « Prends garde de ne pas blesser ton père »,. À Corinthe, Alexandre le Grand, à qui l'on présente le célèbre philosophe qui n'a d'autre abri que son tonneau, lui dit : « Demande-moi ce que tu veux, je te le donnerai ». Diogène lui répond : « Ôte-toi de mon soleil »,. Autre exemple un peu plus trivial apparemment : Toujours Diogène : « Comme on lui reprochait d’aller dans des lieux impurs, il répliqua : " Le soleil pénètre bien dans les latrines sans être souillé ",. »

La chrie peut être comique : 

« Olympias, entendant que son fils Alexandre se revendiquait fils de Zeus, dit : « Ne pourrait-il s'arrêter de me calomnier auprès d'Héra ? » »

ou solennelle : 

« Un Lacédémonien (Spartiate), fait prisonnier de guerre et vendu, comme on lui demandait ce qu'il savait faire, répondit : « Être libre. » »

ou sage : 

« Aristide le Juste, quand on lui demanda ce qu'est la justice, déclara : « ne pas envier les biens des autres. », »

ou philosophique : 

« Comme on lui demandait pourquoi les gens donnent aux mendiants mais pas aux philosophes, Diogène répondit : « C'est parce qu'ils supposent qu'ils peuvent devenir boiteux et aveugles, et qu'ils n'ont jamais supposé qu'ils pourraient pousser jusqu'à la philosophie". »

Ou tout cela à la fois : 

« Comme une femme avait fait remarquer à Socrate : « Les Athéniens t'ont injustement condamné à mort », celui-ci répondit en riant : « Mais avez-vous envie de le faire avec justice ? » »

## La chrie rhétorique (comme exercice préparatoire)
La chrie est surtout connue pour son rôle dans l'éducation : on initiait les élèves à la chrie presque aussitôt qu'ils savaient lire et, plus tard, ils la pratiquaient en langue grecque tout en modulant la voix et le ton. La Chreia comme mot ou argument pour exprimer ou prouver une quelconque thèse, sert comme exercice préparatoire en cours de rhétorique sous la forme d'une dissertation structurée en huit paragraphes.

### Structure forte (ou classique)
La chrie nécessite d'être précédée par la formulation de la thèse de base, des conclusions possibles et les conséquences privées de cette thèse : la thèse est la preuve. Sa structure se compose de huit parties : 
1. L'attaque - Présenter l'auteur et faire son éloge pour attirer l'attention (louange et description).
2. La paraphrase - paraphraser en quelques lignes son aphorisme.
3. La raison - la preuve de la thèse (Justifier brièvement son opinion : (« cette thèse est correcte, parce que... »).
4. La contradiction - établir sa thèse par contraste en réfutant la thèse contraire (« sinon, alors... »)
5. La comparaison - comparaison de ce phénomène avec des domaines voisins.
6. Un exemple ou l'illustration d'une anecdote.
7. Le certificat (citer une autorité de référence à l'appui, empruntées aux Anciens)
8. La conclusion (son attitude au sujet) (« telle est la belle pensée de... au sujet de... »)[14].

### Structure souple (ou laxiste)
La structure laxiste de la chrie rhétorique (aussi appelée inductive ou socratique) se compose de cinq parties : 
1. Attaque.
2. Preuve ou argument.
3. Communication par destination pont artificielle ou logique est fournie à l'idée dans laquelle il est nécessaire de convaincre.(c'est vraiment confus : il faut reformuler ce paragraphe)
4. Formulation de la thèse (idée principale).
5. Conclusion.